# Liste der Naturdenkmale in Wiedemar

Wappen von Wiedemar

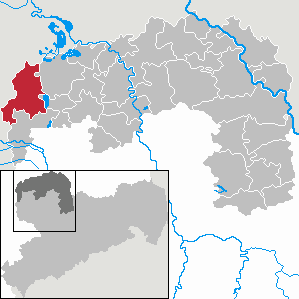
Lage von Wiedemar

In der Liste der Naturdenkmale in Wiedemar werden die Einzel-Naturdenkmale, Geotope und Flächennaturdenkmale in der nordsächsischen Gemeinde Wiedemar und ihren 16 Ortsteilen Doberstau, Grebehna, Klitschmar, Kölsa, Kyhna, Lissa, Peterwitz, Pohritzsch, Quering, Rabutz, Serbitz, Werlitzsch, Wiesenena, Zaasch, Zschernitz und Zwochau aufgeführt.
Bisher sind lt. Quellen 12 Einzel-Naturdenkmale, 1 Geotope und 4 Flächennaturdenkmale bekannt und hier aufgelistet.
Die Angaben der Liste basieren auf Daten des Geoportal Sachsenatlas und den Daten auf dem Geoportal Nordsachsen.

## Definition
„Gesetz über Naturschutz und Landschaftspflege (BNatSchG), § 28 Naturdenkmäler:
 Naturdenkmäler sind rechtsverbindlich festgesetzte Einzelschöpfungen der Natur oder entsprechende Flächen bis zu fünf Hektar, deren besonderer Schutz erforderlich ist
1. aus wissenschaftlichen, naturgeschichtlichen oder landeskundlichen Gründen oder
2. wegen ihrer Seltenheit, Eigenart oder Schönheit.“

„SächsNatSchG, § 18 Naturdenkmäler (zu § 28 BNatSchG):
1. Die Erklärung nach § 22 Abs. 1 BNatSchG von Teilen von Natur und Landschaft als Naturdenkmal erfolgt durch Rechtsverordnung oder Einzelanordnung.
2. Über § 28 Abs. 1 BNatSchG hinaus können Naturdenkmäler zur Sicherung von Lebensgemeinschaften oder Lebensstätten von im Bestand gefährdeten oder streng geschützten Arten festgesetzt werden.“

## (Einzel-)Naturdenkmale (ND)
Link zu einem Kartenansichtstool, um Koordinaten zu setzen.
| Bild                          | Bezeichnung                                | Lage                                                                | Beschreibung | Datum | Nummer  |
| ----------------------------- | ------------------------------------------ | ------------------------------------------------------------------- | --- | ----- | ------- |
| mehr Fotos \| Fotos hochladen | Eiche am Kindergarten                      | Wiesenena (51° 27′ 12,7″ N, 12° 11′ 9,4″ O)                         | Stieleiche (Quercus robur) im Garten eines stillgelegten Kindergarten in Wiesenena Anm.: 2023 gehört der Zugang und das Gelände zu einem Privatgrundstück, welches nicht betreten werden konnte. |       | nso:28  |
| mehr Fotos \| Fotos hochladen | Stiel-Eiche am Teich                       | Grebehna Radefelder Landstraße (51° 27′ 24″ N, 12° 15′ 32,7″ O)     | Stieleiche (Quercus robur) am Teich neben der Bushaltestelle in Grebehna |       | nso:82  |
| mehr Fotos \| Fotos hochladen | Feld-Ahorn Grebehna                        | Grebehna Radefelder Landstraße (51° 27′ 24″ N, 12° 15′ 26,5″ O)     | Feldahorn (Acer campestre) an der Radefelder Landstraße neben Gienickenbach (Zufluss des Strengbach) in Grebehna                                                                                 |       | nso:106 |
| mehr Fotos \| Fotos hochladen | zwei Eichen am Kriegerdenkmal Zschernitz   | Zschernitz Mittelstraße 18 (bei) (51° 31′ 33,5″ N, 12° 13′ 44,5″ O) | Stieleichen (Quercus robur) auf dem Straßendreieck Mittelstraße, zusammen mit Kriegerdenkmal Zschernitz (siehe Kulturdenkmal-ID: 08971996) eingezäunt                                            |       | nso:137 |
| BW                            | Stiel-Eiche im ehemaligen Rittergutsgarten | Klitschmar (51° 29′ 59,8″ N, 12° 13′ 49,7″ O)                       | |       |         |
| BW                            | Stiel-Eiche im Rundling                    | Klitschmar (51° 29′ 58,3″ N, 12° 13′ 49″ O)                         | |       |         |
| BW                            | Berg-Ahorn Peterwitz                       | Klitschmar (51° 30′ 8,4″ N, 12° 14′ 30″ O)                          | |       |         |
| BW                            | Winter-Linde Peterwitz                     | Klitschmar (51° 30′ 9,1″ N, 12° 14′ 29,7″ O)                        | |       |         |
| BW                            | Winter-Linde in der Feldflur Peterwitz     | Klitschmar (51° 30′ 10,7″ N, 12° 14′ 27,1″ O)                       | |       |         |
| mehr Fotos \| Fotos hochladen | Dorf-Eiche                                 | Kyhna (51° 30′ 50,9″ N, 12° 15′ 40,5″ O)                            | Stieleiche (Quercus robur) an Straßendreieck Kirchring/Kyhnaer Hauptstraße neben Gefallenendenkmal                                                                                               |       | nso:37  |
| BW                            | 2 Stiel-Eichen                             | Zwochau (51° 27′ 55,1″ N, 12° 16′ 11,1″ O)                          | |       |         |
| BW                            | Eiche auf dem Dorfplatz                    | Zwochau - Flemsdorf (51° 27′ 57,6″ N, 12° 16′ 31,1″ O)              | |       |         |

## Geotope
Link zu einem Kartenansichtstool, um Koordinaten zu setzen.
| Bild                          | Bezeichnung | Lage                                                                     | Beschreibung | Datum | Nummer |
| ----------------------------- | ----------- | ------------------------------------------------------------------------ | --- | ----- | ------ |
| mehr Fotos \| Fotos hochladen | 2 Findlinge | Quering neben Spielplatz am Wiesenweg (51° 30′ 26,3″ N, 12° 16′ 54,9″ O) | 2 Granitfindlinge neben Spielplatz am Wiesenweg, Südlicher aufrecht stehend, nördlicher halbliegend (siehe auch Geotop-ID: 378) |       | nso:31 |

## Flächen-Naturdenkmale
Link zu einem Kartenansichtstool, um Koordinaten zu setzen.
| Bild                          | Bezeichnung           | Lage                                                                     | Beschreibung                                                                                                   | Datum    | Nummer  |
| ----------------------------- | --------------------- | ------------------------------------------------------------------------ | --- | -------- | ------- |
| BW                            | Dorfteich Kritzschina | Wiesenena (51° 27′ 13,9″ N, 12° 9′ 27,1″ O)                              | ehemaliger Dorf-Teich mit umliegenden Feuchtgebiet in der Wüstung Kritzschina                                  | tdo: 38  | nso:172 |
| BW                            | Brösens Tümpel        | Wiesenena (51° 27′ 43,8″ N, 12° 9′ 22,3″ O)                              | sumpfiges Feuchtgebiet nordwestlich von Wiesenena und nördlich der Wüstung Kritzschina                         | tdo: 383 | nso:173 |
| mehr Fotos \| Fotos hochladen | Ententeich            | Doberstau nordwestlich Doberstau (51° 31′ 15,1″ N, 12° 11′ 42,2″ O)      | Feuchtgebiet und Röhrricht-Teich nordwestlich Ortslage Doberstau, westlich A 9 an der Grenze zu Sachsen-Anhalt | tdo:86   | nso:175 |
| mehr Fotos \| Fotos hochladen | Fasanerie Doberstau   | Doberstau an der Hallesche Landstraße (51° 31′ 11,2″ N, 12° 12′ 33,2″ O) | Flurwald-Biotop an der Fasanerie nördlich Doberstau, östlich der Straße nach Zschernitz                        | tdo:87   | nso:176 |